# Midu
Midu, tidigare stavat Mitu, är ett härad i Dali, en autonom prefektur för baifolket i Yunnan-provinsen i sydvästra Kina. 